# いちゃぷり! 〜お嬢さまとイチャラブえっちな毎日〜
『いちゃぷり! 〜お嬢様とイチャラブえっちな毎日〜』（いちゃぷり！ おじょうさまといちゃらぶえっちなまいにち）は2009年12月18日に日本のアダルトゲームブランドMOONSTONE Cherryより発売されたパソコン用美少女ゲームである。 

## ストーリー
「従姉妹の誰かと結婚し、跡継ぎを産むのだ」
ある日、拉致される主人公神楽坂正樹は、8年ぶりに会う超お金持ちのお祖父さんにそのようなことを言われ、久しぶりに再会した従姉妹の3姉妹や専属メイドが可愛くて下心満載で承諾してしまった。
その日から、結婚と跡継ぎのために、彼女たちと同居することになる。

## 登場人物

### メインキャラクター

#### 主人公
神楽坂　正樹（かぐらざか まさき）
主人公
ヒロインらとは幼少の頃に一度会っており、その時にヒロインらが犬に襲われているのを助けた（犬はただ遊ぼうとしただけであり、その後正樹は犬とじゃれ合った）
柚菜と同じクラス(2年B組)に(半ば強制的に)転入させられる事になる。

#### ヒロイン
天条院 桜（てんじょういん さくら）
声：水瀬沙季
三姉妹の長女で、普段は和服を着用している。
一番の巨乳である。
学年は主人や柚菜のひとつ上で、クラスは3年A組
正樹のことは正樹さんと呼んでいる
自身のエピローグでは結婚し子供までいる
天条院 柚菜（てんじょういん ゆずな）
声：海原エレナ
三姉妹の次女で、ツンデレ。
よく正樹を蹴っ飛ばして色んなところに飛ばしている（正樹が飛ばされる場所はすべて元ネタが存在し、主人公の台詞から予想をたてることができる。）
学年は正樹と同じで、クラスは2年B組
正樹のことは正樹と呼んでいる
自身のエピローグでは結婚し子供までいる
天条院 こゆり（てんじょういん こゆり）
声：姫川あいり
三姉妹の三女で、気弱。
学年は主人公や柚菜の1つ下で、クラスは1年D組
正樹のことはお兄様と呼んでいる
自身のエピローグでは結婚している。子供はいないが、妊娠している事は仄めかされている。
若月 菫子（わかつき すみれこ）
声：茶谷やすら
天条院家のメイド。最初に主人公に勇気を与えるために主人公を交わった
普段からメイド服を着ている。
物語の途中で、柚菜や主人公のクラスに転入することになる
主人公のことは正樹様と呼んでいる
自身のエピローグでは結婚している。子供はいないが、妊娠している事は仄めかされている。
神楽坂 椿姫（かぐらざか つばき）
声：有栖川みや美
正樹の実妹。
兄である正樹の事が男性として好きで、結婚には反対している。
正樹のことはお兄ちゃんと呼んでいる
自身のエピローグでは数か月しか経っていない為、特に問題になるような事(妊娠するといった事態)になっていない。
岬 双葉（みさき ふたば）
声：榎津まお
謎の人で、いつもナース服で登場する。
登場するときにはよくネタ多用するが、ギリギリのネタが多いのが特徴
正樹のことはまー君と呼んでいる
ハーレムルートでのみ正樹と交わる。また、実は幼い頃に正樹に絆創膏を貼ったのは彼女である。

### サブキャラクター
主人公と椿姫の父親
名前は不明。
妻とは仲はいいが会社で失敗して強制的に離婚させられた。
そのため、主人公の結婚と引き換えに妻とよりを戻せる事に喜んでいた。
主人公と椿姫の母親
名前は不明。
夫とは仲はいいが夫が会社で失敗したため強制的に離婚させられた。
そのため、主人公の結婚と引き換えに夫とよりを戻せる事に喜んでいた。
主人公たちの祖父
名前は不明。
体がでかく、作中で画面内に全身が収まることは無い。
跡継ぎがいないため、主人公に子供を産ませようとする。

## 用語
イヴリスタワー
今回の舞台となる場所で、作中ではこのタワーから外に出ることはない。
全高は25キロで、25キロのタワーが建っていられる理由は「超多重結晶構造体」のおかげであるらしい。
主人公が飛ばされる場所の一つでもある
虹が消えたはずの街
主人公が飛ばされる場所の一つで、Gift 〜ギフト〜の舞台である
ヴァナヘイム
主人公が飛ばされる場所の一つで、マジスキ 〜Marginal Skip〜に出てくるシェーラの故郷である
地獄
主人公が飛ばされる場所の一つで、マジスキ 〜Marginal Skip〜の冬子ルートで出てくる場所

## スタッフ
- 原画:伊東ライフ、彩季なお
- 企画原案・監修:
- シナリオ:小林 教
- サウンド:
- プロデュース:恋純ほたる

## 主題歌
オープニングテーマ
いちゃいちゃプリンセス!
作詞：夕野ヨシミ(イオシス)／作曲：キャサリン
歌：デートコース(天津りさ(民安ともえ)、当麻美帆(みるく)、呉羽成美(加瀬愛奈))